# Computação em exaescala

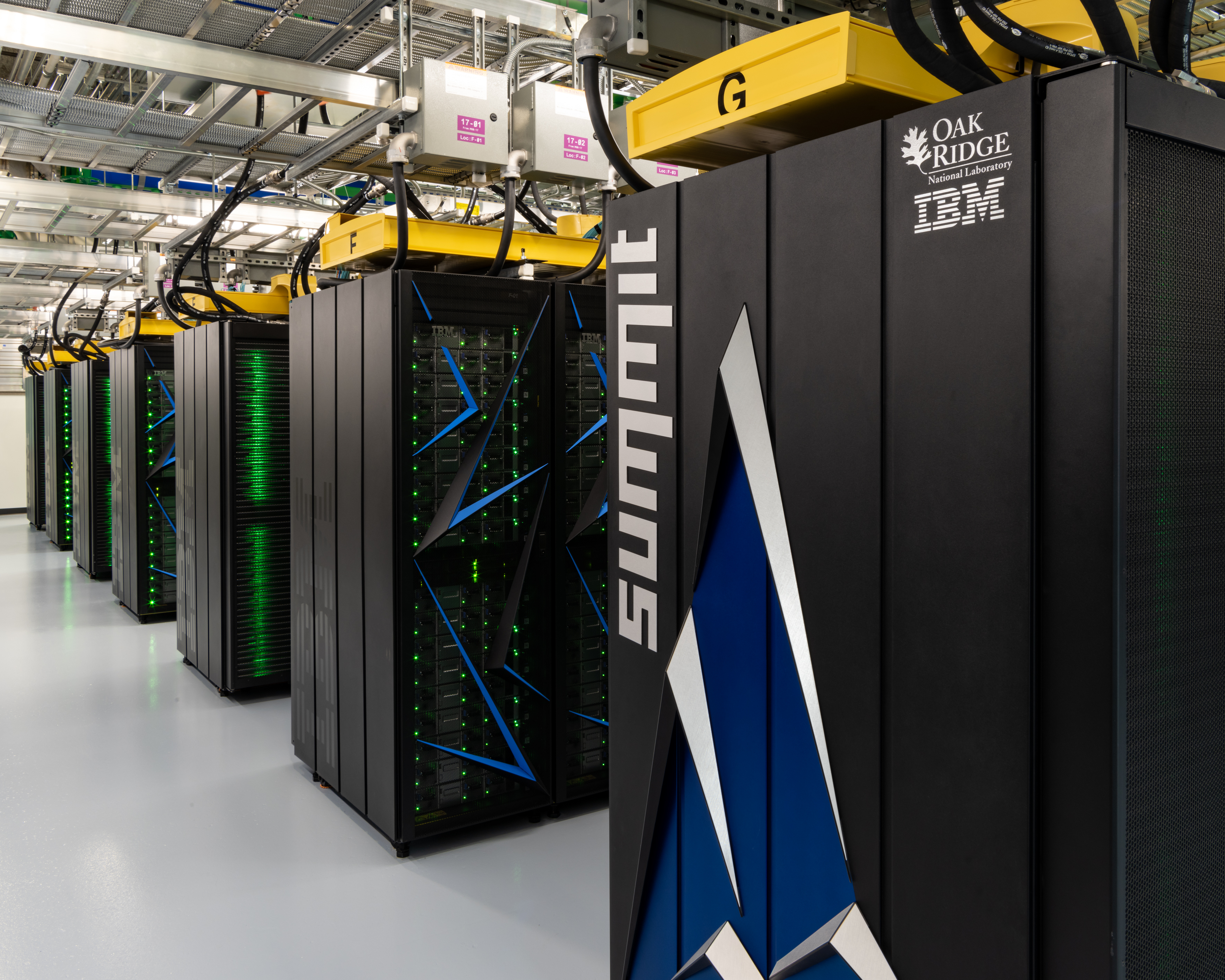
O HPE Frontier no Oak Ridge Leadership Computing Facility é o primeiro supercomputador exascala do mundo.

A computação exaescala refere-se a sistemas de computação capazes de calcular pelo menos 1018 operações IEEE 754 Double Precision (64 bits) (multiplicações e/ou adições) por segundo (exa FLOPS)";  é uma medida de desempenho de supercomputador.
A computação em exaescala é uma conquista significativa na engenharia de computação: principalmente, permite aplicações científicas aprimoradas e maior precisão de previsão em domínios como previsão do tempo, modelagem climática e medicina personalizada. A exaescala também atinge o poder de processamento estimado do cérebro humano no nível neural, um alvo do extinto Projeto Cérebro Humano.  Houve uma corrida para ser o primeiro país a construir um computador exascala, normalmente classificado na lista TOP500.    
Em 2022, foi anunciado o primeiro computador exascala público do mundo, o Frontier. Desde novembro de 2024, O El Capitan do Laboratório Nacional Lawrence Livermore é o supercomputador exascala mais rápido do mundo. 

## Definições
Operações de ponto flutuante por segundo (FLOPS) são uma medida de desempenho do computador. Os FLOPS podem ser registrados em diferentes medidas de precisão, no entanto, a medida padrão (usada pela lista de supercomputadores TOP500) usa operações de 64 bits (formato de ponto flutuante de precisão dupla) por segundo usando o benchmark High Performance LINPACK (HPLinpack).  

## Desafios tecnológicos
Foi reconhecido que permitir que as aplicações explorem totalmente as capacidades dos sistemas de computação em exaescala não é simples.  O desenvolvimento de aplicações intensivas em dados em plataformas exascala requer a disponibilidade de novos e eficazes paradigmas de programação e sistemas de tempo de execução.  O projeto Folding@home, o primeiro a quebrar esta barreira, baseou-se numa rede de servidores que enviavam peças de trabalho para centenas de milhares de clientes, utilizando uma arquitetura de rede do modelo cliente-servidor. 